# José de Grimaldo y Gutiérrez de Solórzano
José de Grimaldo y Gutiérrez de Solórzano, marquès de Grimaldo (1664 - 1733). Noble i home d'estat castellà d'origen biscaí. Secretari del Despatx de Guerra i Hisenda (1705-1714) i Secretari del Despatx d'Estat (1714-1724).
Tant aquest com el seu avi havien estat oficials a la Secretaria del Consell d'Índies i en ella va començar a treballar també ell mateix, amb tot just catorze anys. El 1683 era ja oficial en propietat i va ser admès com a cavaller a l'Ordre de Santiago, ascendint paral·lelament en graus administratius i en honors. Però el seu salt definitiu es va produir amb la nova dinastia Borbó, especialment, des de l'arribada del ministre francès Jean Orry, de qui va arribar a ser secretari. El 1705 i després d'anys d'experiència en el manejo de papeles, va ser nomenat per a exercir la Secretaria del Despatx de Guerra i Hisenda i s'hi va mantenir fins a 1714 en què va passar a la Secretaria del Despatx d'Estat, que va abandonar en 1724 per seguir al rei en el seu retir a Sant Ildefons. Va tornar a ocupar el lloc, per breu temps, el 1726, després de la caiguda de Ripperdá, però les xacres no li van perdonar. Va cessar causa de l'edat i va morir el 1733 com a conseller d'Estat, ennoblit amb el títol de marquès i com cavaller de l'Orde del Toisó d'Or.
Grimaldo era, segons els seus contemporanis, un home intel·ligent i treballador i va ser capaç de donar un aire nou a l'administració dels assumptes que li eren confiats. Tenia fama de rectitud i de professar un singular amor a Felip V, que va demostrar en més d'una ocasió. Ja fora per la seva personalitat o per la importància dels assumptes que passaven per les seves mans, el seu tracte amb Felip V va ser directe i freqüent, gaudint durant tota la seva vida de la seva estima, el que explica que romangués en el seu lloc en l'etapa de Julio Alberoni i exercís una espècie de govern a l'ombra durant el regnat de Lluís I de Castella. També va gaudir del reconeixement dels seus contemporanis que, l'apreciessin o no, reconeixien la seva influència, destacant com un dels seus principals trets el que, por sus méritos ha subido desde empleado hasta secretario de Estado en asuntos exteriores, como único y verdadero ministro.